# Маленький бродяга
«Маленький бродяга» (англ. The Littlest Hobo) — канадский телевизионный сериал, основанный на одноимённом американском фильме 1958 года режиссёра Чарлза Рондеу. Сначала сериал показывался с 1963 до 1965 года в чёрно-белом варианте, а потом цветная версия, включающая шесть сезонов, была запущена в 1979 году. Шестой сезон закончился в 1985 году.

## История
Первоначально, «Маленький бродяга» — название черно-белого американского фильма 1958 года, снятого в Калифорнии. Позже создатели фильма решили запустить сериал «The Littlest Hobo». Первые 65 серий (их принято называть «нулевой сезон») были сняты в период с 1963 по 1965 год, первые три серии были чёрно-белыми, остальные в цвете. В общем доступе есть только 12 серий — лучшие эпизоды, официально выпущенные на DVD. С 1979 по 1985 год было выпущено ещё 115 эпизодов (разделены на 6 сезонов).
Фильм и сериал повествуют о приключениях необычайно умной овчарки, которая путешествует от города к городу, помогая на своем пути людям, оказавшимся в беде. В фильме 1958 года собака постоянно заботилась о ягненке. В сериале же серии практически не связаны между собой, в каждой серии — новый сюжет, новая человеческая судьба, которая была бы трагической, если бы на помощь человеку не пришёл Бродяга. Изобретательность, с которой пес вызволяет из тяжелой ситуации своих новых друзей, поразительна.
В отличие от сюжета Лесси, Маленький Бродяга не имеет хозяина, и отвергает попытки людей приручить его, предпочитая бежать дальше по своим делам в конце каждого эпизода.

## Релиз на DVD
На DVD в 2005 году были выпущены только 12 серий периода 1963—1965 годов. Издание в двух томах содержит только английскую звуковую дорожку. Релиз был издан только на территории США и Канады.
Были выбраны наиболее лучшие серии за всю историю сериала, включая черно-белые.
С 26 апреля 2010 года впервые доступен для покупки DVD второго сериала «Весь первый сезон» на английском языке.